# Leslie Savage
Leslie Savage (Sutton, 1897. március 16. – Worthing, 1979. augusztus 26.) olimpiai bronzérmes angol úszó.